# NGC 7803
NGC 7803 je čočková galaxie v souhvězdí Pegas. Její zdánlivá jasnost je 13,2m a úhlová velikost 1,00′ × 0,6′. Je vzdálená 246 milionů světelných let, průměr má 70 000 světelných let. Spolu s galaxiemi  PGC 108, PGC 89 a PGC 92 tvoří kompaktní skupinu HCG 100. Galaxie této skupiny jsou uvedeny jako členová skupiny galaxií galaxie NGC 7810. Galaxii objevil 5. srpna 1886 Lewis Swift.
V této galaxii byla pozorována supernova SN 2007kj typu Ib.